# Nuffield Council on Bioethics
Der Nuffield Council on Bioethics ist eine 1991 gegründete britische gemeinnützige Organisation, die sich mit bioethischen Fragen auseinandersetzt.
Der Council wurde von der Nuffield Foundation 1991 ins Leben gerufen und wird seit 1994 von der Nuffield Foundation, dem Wellcome Trust und dem Medical Research Council gefördert. Dem Council gehören über 20 Wissenschaftler an. Sein Auftrag umfasst:
1. die Identifikation und Definition ethischer Fragen, die durch neuere Fortschritte in Biologie und Medizin aufgeworfen werden, um dem öffentlichen Interesse beizukommen
2. die Untersuchung und Berichterstattung dieser Fragen mit dem Ziel, das Verständnis und die Diskussion in der Öffentlichkeit zu fördern
3. die Veröffentlichung von Berichten und Empfehlungen des Councils bezüglich dieser Fragen.